# 황산중학교
황산중학교(黃山中學校)는 대한민국 전라남도 해남군 황산면 우항리에 있는 공립 중학교이다.

## 학교 연혁
- 1955년 5월 6일 : 황산실업중학교 개교
- 1960년 2월 23일 : 황산중학교(공립) 인가
- 1961년 9월 4일 : 초대 김철호 교장 부임
- 2024년 9월 1일 : 제22대 조연주 교장 취임
- 2025년 1월 10일 : 제68회 16명 졸업(총 11,794명)

## 참고 자료
- 황산중학교 - 한국교육학술정보원 학교알리미